# Siphoniulus albus
Siphoniulus albus är en mångfotingart som beskrevs av Pocock 1894. Siphoniulus albus ingår i släktet Siphoniulus och familjen Siphoniulidae. Inga underarter finns listade i Catalogue of Life.